# Evocation I - The Arcane Dominion
Albums de Eluveitie
Live at Metalcamp
(2008) Slania / Evocation I - The Arcane Metal Hammer Edition
(2009)
Evocation I - The Arcane Dominion est le troisième album studio du groupe de folk metal suisse Eluveitie. Il se démarque des autres albums sortis jusqu'ici par une absence d'instruments amplifiés et de voix death.
Cernunnos, une divinité gauloise de la nature, est représenté sur la pochette de l'album.
Une vidéo a été tournée pour le titre Omnos.
Il existe une version digipack de l'album comprenant deux pistes bonus et un DVD qui contient un live du groupe pendant le Summer Breeze Open Air 2008.

## Liste des titres[1]
1. Sacrapos - At First Glance - 2:00
2. Brictom - 4:22
3. A Girl's Oath - 1:17
4. The Arcane Dominion - 5:42
5. Within the Grove - 1:52
6. The Cauldron of Renascence - 2:03
7. Nata - 4:03
8. Omnos – 3:50
9. Carnutian Forest - 3:16
10. Dessumiis Luge - 3:29
11. Gobanno - 3:14
12. Voveso In Mori - 4:09
13. Memento - 3:20
14. Ne Regv Na - 5:07
15. Sacrapos - The Disparaging Last Gaze - 2:42

Pistes Bonus (version digipack):
1. Slania (Folk medley) - 1:52
2. Omnos (Early metal version) - 3:49

## Classement des ventes[2]
| Pays   | Meilleure position |
| ------ | ------------------ |
| Suisse | 20                 |
| France | 195                |